# Дзежонжня (гміна)
Гміна Дзежонжня (пол. Gmina Dzierzążnia) — сільська гміна у центральній Польщі. Належить до Плонського повіту Мазовецького воєводства.
Станом на 31 грудня 2011 у гміні проживало 3884 особи.

## Площа
Згідно з даними за 2007 рік площа гміни становила 102.10 км², у тому числі:
- орні землі: 92.00%
- ліси: 2.00%

Таким чином, площа гміни становить 7.38% площі повіту.

## Населення
Станом на 31 грудня 2011:
| Опис     | Загалом | Загалом | Чоловіки | Чоловіки | Жінки | Жінки |
| -------- | ------- | ------- | -------- | -------- | ----- | ----- |
| одиниця  | осіб    | %       | осіб     | %        | осіб  | %     |
| все      | 3884    | 100     | 1955     | 50.33    | 1929  | 49.67 |
| міське   | 0       | 100     | 0        |          | 0     |       |
| сільське | 3884    | 100     | 1955     | 50.33    | 1929  | 49.67 |

## Сусідні гміни
Гміна Дзежонжня межує з такими гмінами: Бабошево, Бульково, Нарушево, Плонськ, Старожреби.